# المطهاف
المطهاف منطقة جغرافية تطلق على عدد من المناطق والقرى في مديرية رضوم في محافظة شبوة في اليمن والتي تمتد من عقبة عتوك إلى رأس الحيد (جبل العكن) وتضم نحو ثلاثين قرية أهمها المضالع، الغدير الأعلى -الغدير الأسفل- لحوا- السبخة- صوح- السبخات - حوره العليا - حلفا- الغليلة- الريدات -المطهاف-الموطاه- البخار - هدا-الرمام - عقاب - السرات - الخربة والفقر وغيرها
والمنطقة معزولة تماماً عن غيرها من مناطق البلاد بسبب وقوعها بين سلاسل جبلية شاهقة وانعدام الطرق والاتصالات فيها.
تاريخ المنطقة
شهدت منطقة المطهاف في شبوة صراعاً طويلاً ضد النفوذ الأجنبي، ففي عام 1948، اندلعت الحرب بين قبائل المطهاف وقبائل لقموش وآل العظم، بقيادة شيخ مشائخ حمير الشيخ سالم بن سعيد المطهافي، وسلطنة الواحدي، التي حظيت بدعم الطيران الملكي البريطاني، بالإضافة إلى قوات جيش البادية وجيش الليوي، وعلى الرغم من الدعم البريطاني الكبير لسلطنة الواحدي، قاومت القبائل بشجاعة وتضحية، واستمرت الحرب بين القبائل وقوات سلطنة الواحدي لمدة تسع سنوات، إلا أن الحرب انتهت في نهاية المطاف بانتصار السلطنة وحلفائها في عام 1957م. وعلى إثر ذلك، اتخذ الشيخ سالم بن سعيد المطهافي وأنصاره قراراً بتدمير ممتلكاتهم بأنفسهم حتى لا يستفيد منها أعداؤهم، ومن ثم انتقلوا إلى منطقة لبخة عند باكازم. وبعد ذالك التقى الشيخ سالم بن سعيد المطهافي بملك اليمن الشمالي آنذاك في تعز، حيث جرى حوار طويل أدى إلى الاتفاق على إنشاء معسكر في البيضاء لتسليح الثوار ودعم القبائل الراغبة في الثورة ضد النفوذ البريطاني في اليمن الجنوبي. كان هذا الاتفاق بمثابة الخطوة الأولى في تشكيل حركة مقاومة منظمة تهدف إلى تحرير الأراضي اليمنية من السيطرة الأجنبية.